# 판쩌우찐
판쩌우찐 (Phan Châu Trinh, 潘周楨, 1872년 9월 9일 ~ 1926년 3월 24일), 자 (이름) 뜨깐 (梓幹), 필명 떠이호 (西湖) 또는 히마 (希馬)는 20세기 초 베트남의 국수주의자이자 개혁가였다. 그는 프랑스의 베트남 식민지 지배를 종식시키고자 했다. 베트남에 대한 프랑스의 식민 지배를 종식시키는 그의 방법은 폭력과 다른 나라에 대한 지원을 모두 반대했으며, 대신 인구를 교육하고 프랑스의 민주주의 원칙에 호소함으로써 베트남의 해방을 달성할 수 있다고 믿었다.

## 어린 시절
판쩌우찐은 1872년 꽝남성 탕빈 부 (행정 구역)(현재 푸닌현 땀록 코뮌) 하동현 떠이록 마을에서 태어났다. 그는 부유하고 유명한 학자의 셋째 아들이었으며, 그 학자는 1885년 꽝남성의 껀브엉 협회에 가입하여 관리가 되었다. 14세에 찐은 학업을 중단하고 아버지를 따라 사냥과 군사 훈련을 받았다. 1887년, 그의 아버지는 다른 지도자들에게 의심을 받아 살해당했다. 그 후 꽝남성의 껀브엉 협회도 해체되었고, 찐은 16세에 집으로 돌아왔다. 그의 형은 그를 유교 학업을 계속하도록 지원했다.:12–13:80 1900년, 그는 지방 시험에서 꾸넌 (舉人, 수석 학사) 학위를 취득했다. 1년 후, 그는 국가 시험에서 포방 (副榜, 박사 아래의 보조 테이블) 칭호를 받았다. 총 22명의 응시자가 이 시험에 합격했으며, 그 중 두 명은 나중에 판의 절친한 동반자가 되었다: 응오득께는 띠엔시 (Tiến sĩ, 박사) 칭호를, 응우옌 신 삭은 포방 칭호를 받았다.
1903년, 판은 예부의 투아비엔(중간급 관리)으로 임명되었다.:10
1905년, 판은 관료직에서 사임했다. 그는 군주제, 전통적인 중국 유교의 영향을 받은 베트남 궁정과 관료 체제에 강력히 반대하게 되었다. 그는 군주제의 종식과 민주 공화국으로의 교체를 요구했다. 일찍이 1903년에 판보이쩌우('사오남')를 만난 후, 1906년 3월 초 그는 영국령 홍콩을 거쳐 광둥성으로 가서 류융푸('옹르우')의 집에서 그를 다시 만났다. 그는 흐트러진 일반 노동자로 위장하여 그곳으로 갔다. 그런 다음 그는 일본으로 사오남과 함께 동유 운동의 일환으로 갔다. 그들은 요코하마시에 머물면서 학생들을 가르치기 위해 2층짜리 일본식 주택을 마련했으며, 그들은 그곳을 병오헌 (병오 로지)이라고 불렀다. 1906년 5월 초, 그들은 일본의 교육 및 정치 시스템을 조사하기 위해 도쿄로 갔다.:70–71
판은 사오남의 초기 일본에 군사 지원을 요청하는 생각에 동의하지 않았는데, 그는 일본의 군국주의를 신뢰하지 않았기 때문이다. 그는 또한 사오남의 철학과 다른 의견 차이가 있었다. 따라서 그는 베트남으로 돌아가기 전에 몇 주 동안 우호적인 논쟁을 벌였다.:73 베트남으로 돌아온 그는 군주제에 대한 반대와 프랑스인을 이용할 수 있다는 믿음에 대해 논쟁하는 사오남의 편지를 계속 받았다. 판은 "민주주의 만세, 군주제 타도", "진보를 위한 프랑스인 활용"과 같은 슬로건으로 캠페인을 계속했다. 이는 사오남을 매우 화나게 하고 운동이 분열되고 모금 노력이 실패할 것이라는 걱정을 하게 만들었다.:90

## 주이떤 운동
1906년 여름, 판쩌우찐은 후인툭캉, 쩐꾸이깝과 함께 베트남으로 돌아와 꽝남성뿐만 아니라 이웃 지방에서도 개혁 운동을 계속하여 "백성의 마음을 넓히고, 백성의 정신을 북돋아, 백성의 복지를 풍요롭게 하자" (베트남어: Khai dân trí, chấn dân khí, hậu dân sinh)는 슬로건과 함께 전체 Duy Tân Movement을 이루었다.
1906년 말, 그는 Đầu Pháp Chính phủ thư라는 제목의 서신을 프랑스령 인도차이나 총독 폴 보에게 보냈다. 그는 프랑스인들에게 그들의 문명화 사명을 다해줄 것을 요청했다. 그는 그들이 베트남 협력자들에 의한 시골 착취에 대해 비난했다. 그는 프랑스가 베트남에 현대적인 법률, 교육, 경제 기관을 개발하고 나라를 산업화하며, 만다린 제도의 잔재를 제거할 것을 촉구했다. 이 서신은 원래 중국어로 작성되었으며, 나중에 프랑스어로 번역되어 프랑스국립극동연구원의 게시판에 게재되었다.
1907년, 그는 동료인 르엉반깐, 응우옌꾸옌과 함께 하노이에 젊은 베트남 남녀를 위한 애국적인 근대 학교를 열었다. 이 학교는 통킹 의숙 (베트남어: Đông Kinh Nghĩa Thục)이라고 불렸으며, 캉유웨이의 대동서와 량치차오의 음빙실총서 (베트남어: Lương Khải Siêu – Đại đồng Thư, Khang Hữu Vi – Ẩm Băng thất Tùng thư)와 같은 새로 번역된 책들을 사용했다. 그는 학교에서 강사로 활동했으며, 사오남의 저서들도 사용되었다. 르엉반깐은 교장이었고, 응우옌꾸옌은 학교 감독관이었다. 응우옌반빈, 팜주이똔은 학교 개교 허가 신청을 담당했다. 통킹 의숙의 목적은 "돈을 받지 않고 백성의 마음을 넓히는 것"이었다. 그들의 사상은 프랑스의 베트남 점령의 잔혹성을 비판했지만, 동시에 프랑스인들로부터 근대화를 배우고자 했다. 이 학교는 학자들이 그들의 엘리트주의 전통을 버리고 대중으로부터 배우도록 요구했다. 또한 농민들에게 현대 교육을 제공했다.
1908년 농민 세금 봉기가 발발한 후, 판은 체포되었고 그의 학교는 폐쇄되었다. 그는 사형 선고를 받았지만, 프랑스의 진보적 지지자들이 개입하여 종신형으로 감형되었다. 그는 꼰다오 제도로 보내졌다.:36–38, 62–63 1911년, 3년 후 그는 사면되어 가택 연금을 선고받았다. 그는 부분적인 자유보다는 감옥으로 돌아가겠다고 말했다. 그래서 대신 그는 아들과 함께 프랑스로 추방되었고, 그곳에서 프랑스 당국은 그를 계속 감시했다.
그는 1915년에 진보적인 프랑스 정치인들과 베트남 망명자들의 지지를 얻기 위해 파리로 갔다. 그곳에서 그는 판반쯔엉, 응우옌 안 닌, 응우옌 땃 탄 그리고 응우옌 테 쭈옌과 함께 "베트남 애국자 그룹"에서 활동했다. 이 그룹은 6 Villa des Gobelins에 기반을 두었다. 그곳에서 그들은 후에 호찌민이 사용한 "베트남 애국자 그룹을 대표하여"라는 이름으로 서명된 애국적인 기사들을 썼다. 그는 프랑스에 있는 동안 자신을 부양하기 위해 사진 수정사로 일했다. 그는 1925년에 사이공으로 돌아왔고, 1926년 3월 24일 53세의 나이로 사망했다. 그의 장례식에는 6만 명 이상이 참석했으며, 프랑스 식민지 점령의 종식을 요구하는 전국적인 대규모 시위를 촉발시켰다.

## 다른 국수주의자들과의 논쟁
도쿄에서 판은 사오남에게 말했다: "그들의 백성 수준은 너무 높고, 우리 백성 수준은 너무 낮다! 어떻게 우리가 노예가 되지 않을 수 있겠는가? 지금 몇몇 학생들이 일본 학교에 입학할 수 있게 된 것은 당신의 위대한 성과이다. 도쿄에 머물면서 조용히 쉬고 글쓰기에 전념하며, 프랑스에 대한 전투를 호소하지 말라. 당신은 오직 '민중의 권리와 민중의 계몽'만을 요구해야 한다. 민중의 권리가 달성되면, 우리는 다른 것들을 생각할 수 있을 것이다."
사오남은 다음과 같이 논평했다: "그 후 10여 일 동안 그와 나는 거듭 논쟁을 벌였고, 우리의 의견은 정반대였다. 즉, 그는 민중의 권리 증진을 위한 기반을 마련하기 위해 군주제를 전복하기를 원했다. 나는 반대로, 먼저 외적을 몰아내고 우리 민족의 독립이 회복된 후에 다른 것을 논의해야 한다고 주장했다. 내 계획은 군주제를 이용하는 것이었는데, 그는 이를 절대적으로 반대했다. 그의 계획은 민중을 일으켜 군주제를 폐지하는 것이었는데, 나는 이에 절대적으로 동의하지 않았다. 다시 말해, 그와 나는 같은 목표를 추구했지만, 우리의 수단은 상당히 달랐다. 그는 군주제를 폐지하기 위해 프랑스에 의존하는 것으로 시작하기를 원했지만, 나는 프랑스인을 몰아내고 베트남을 회복하는 것으로 시작하기를 원했다. 그것이 차이점이었다. 그러나 그의 정치적 견해가 나와 반대임에도 불구하고, 그는 개인적으로 나를 매우 좋아했고 우리는 몇 주 동안 함께 방을 썼다. 그러다 갑자기 그는 우리 고국으로 돌아가기로 결정했다.":73–74

## 저서
- 쯩브엉 빈 응우런 (쯩 자매가 응우런을 평정하다) 1908년 꼰다오 제도에 투옥되었을 때 후인툭캉과 함께 작곡 및 공연했다.[13]
- 쭝끼 던 비엔 티 맏 끼 (프랑스어: Manifestation de 1908 en 안남 보호령) 1911년 프랑스 망명 중 중국어로 작성되었고 나중에 베트남어와 프랑스어로 번역되었다.[9]:21–23
- 떠이호 시떱과 상떼 시떱: 1914년부터 1915년까지 판이 상떼 감옥에 수감되었을 때 이전에 작곡된 시와 새로 작곡된 시를 포함하는 시집.[14]

## 유산과 기억

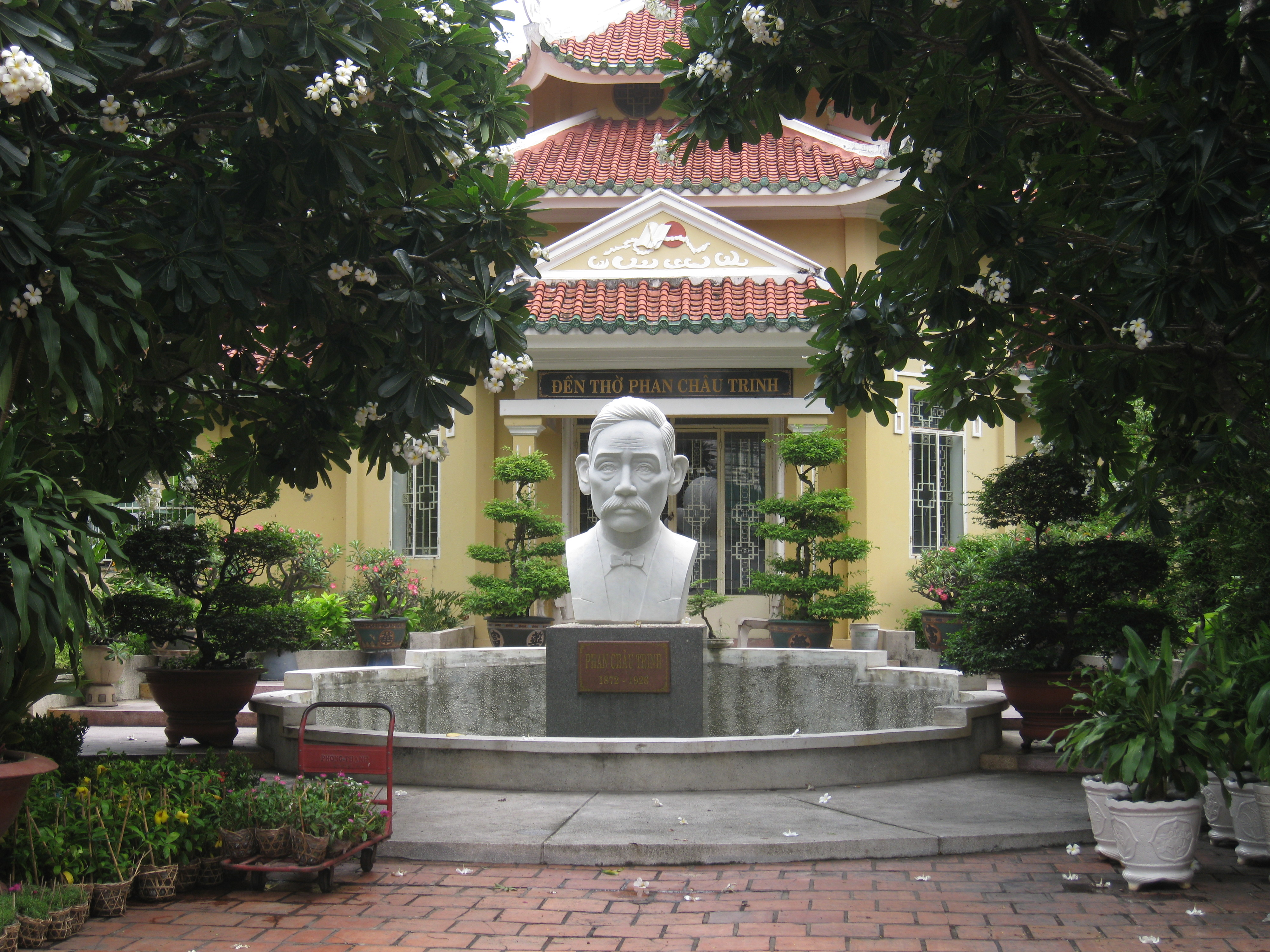
떤빈에 있는 판쩌우찐 사당

1930년, 쭝끼 형제회와 판의 가족은 다까오에 그를 위한 사당을 지었다. 1933년, 옛 사당은 해체되고, 대신 사이공 떤빈에 있는 그의 무덤 근처에 판을 위한 새 사당이 지어졌다. 오늘날 판쩌우찐 기념지는 그의 사당, 그의 무덤, 유물 갤러리를 포함하여 2,500제곱미터에 달한다. 이 장소는 1994년부터 국가 유적지가 되었다.
하노이 시에도 호안끼엠 중심부에 판쩌우찐의 이름을 딴 도로와 구역이 있다.
2006년, 마담 빈 – 판쩌우찐의 손녀 – 과 그녀의 동료들은 "21세기 베트남 문화의 갱신에 기여하기 위해 본질적인 문화적 가치를 도입, 부활, 시작, 보존 및 전파"하기 위해 그의 이름을 딴 문화 재단을 설립했다.
베트남 대부분의 도시에는 그의 이름을 딴 주요 도로들이 있다.